# Брюс, Луис
Луис Брюс (англ. Louis E. Brus — Луис Юджин Брус; род. 10 августа 1943, Кливленд, США) — американский физик, специалист по физической химии. Пионер в области квантовых точек. Лауреат Нобелевской премии по химии (2023).

## Карьера
Родился в 1943 году в Кливленде, в семье страхового агента Виктора Джона Бруса (1910—2004) и Мэри Алисии Мегед (англ. Mary Alicia Megede, 1915—1986). В 1965 году получил степень бакалавра в университете Райса и в 1969 году получил степень доктора философии в Колумбийском университете. В 1973—1996 годах работал в Лаборатории Белла. С 1996 года работает в Колумбийском университете.
В 1984 году опубликовал статью о полупроводниковых микрокисталлах в коллоидных растворах, которые двумя годами позже получили название «квантовые точки».

## Награды и признание
- Премия Ирвинга Ленгмюра[англ.] (2001)
- Премия Вуда (2006)
- Премия Кавли (2008)[8]
- Премия Уилларда Гиббса (2009)
- Премия НАН США по химическим наукам[англ.] (2010)
- Премия Петера Дебая[англ.] (2011)
- Премия Бауэра (2012)
- Нобелевская премия по химии (2023)

Член академий наук:
- член Американской академии искусств и наук (1998)
- член Национальной академия наук США (2004)
- иностранный член Норвежской академии наук (2009)